# Polygala conosperma
Polygala conosperma är en jungfrulinsväxtart som beskrevs av Boj.. Polygala conosperma ingår i släktet jungfrulinssläktet, och familjen jungfrulinsväxter. Inga underarter finns listade i Catalogue of Life.